# Persona (film)
Pour les articles homonymes, voir Persona.
Pour plus de détails, voir Fiche technique et Distribution.
Persona est un drame suédois écrit et réalisé par Ingmar Bergman, sorti en 1966.
Le film suit Elizabeth Vogler (Liv Ullmann), célèbre actrice, qui est saisie de mutisme au cours d'une représentation de la pièce Électre de Sophocle. Dans un hôpital, son amie, médecin, lui donne son point de vue sur cette crise et l'envoie se reposer au bord de la mer en compagnie d'Alma (Bibi Andersson), une jeune infirmière. Les deux femmes se lient d’amitié. Le silence permanent d'Elizabeth conduit Alma à parler sans cesse et à se confier. La découverte d’une lettre dans laquelle Elizabeth divulgue cette confession à son amie médecin provoque alors une violente crise entre les deux femmes.

## Synopsis
Il s'agit d'un synopsis, un résumé du scénario ; un grand nombre de plans n'est pas évoqué. La longueur de ce qui suit tend à restituer la complexité du film. Ce synopsis décrit la version de 1 h 20, mais les versions de 80 ou 84, voire 85 minutes, sont très souvent citées[réf. nécessaire].
La séquence d'ouverture pré-générique est l'une des plus célèbres de l'histoire du cinéma. Un projecteur s'allume, des bobines tournent, un morceau de pellicule défile avec son bruit caractéristique ; tout ceci à une vitesse qui défie la persistance rétinienne. Dans cette succession hyper-rapide, on perçoit à peine, pour donner quelques exemples : des tirets blancs formant un Z sur fond noir, un pénis en érection, une série indiscernable avec des chiffres, …puis un écran saturé de lumière, un dessin animé à l'envers où le personnage répète le même mouvement, un ancien film burlesque d'un homme en bonnet de nuit pourchassé par un squelette et un démon, une mygale vue en plongée puis l'égorgement d'un mouton en gros plan, des viscères, une main transpercée par un clou, d'autres plans dont une série de gros plans sur le visages de cadavres dans une morgue, sur le drap blanc. Et encore, un jeune adolescent, un enfant, allongé sur ce genre de table, se réveille, chausse une paire de lunettes, ouvre un livre, puis regarde la caméra et, dans le contre champ qui suit, il est vu de dos et passe doucement sa main sur l'image très agrandie d'un visage, puis d'un autre, lesquels apparaissent au moyen d'un fondu au blanc, très doux : Bibi Andersson et Liv Ullmann. Le générique commence alors, mais de très brefs flashs visuels vont s'intercaler entre les textes : l'immolation d'un bonze au Vietnam, puis le photomontage de deux paires de lèvres accolées l'une à l'autre verticalement. Cette image s'intercale entre les noms des deux actrices principales. Le générique se poursuit selon le même procédé ; le visage de l'enfant aux lunettes revient souvent mais aussi d'autres images,.
Elisabeth Vogler (Liv Ullmann), célèbre actrice de théâtre, s'interrompt brusquement au milieu d'une tirade de la pièce Électre de Sophocle. Les médecins déterminent cela comme résultant de sa volonté plutôt que d'une maladie physique ou mentale.
Alma (Bibi Andersson), jeune infirmière chargée de s'occuper d'elle, a aussi des traits physiques qui pourrait les faire confondre : à de très nombreuses reprises cette quasi confusion se manifeste et les jeux de miroirs y participent. Elle ouvre la radio pour Elisabeth : une dramatique, la voix d'une femme : « Pardonne-moi, mon amour […] que sais-tu de la compassion ? » ; rires d'Elisabeth qui éteint l'appareil. Dans sa chambre Alma évoque, pour elle même, son avenir avec  Karl-Henrik et ses futurs enfants… Dans sa chambre d'hôpital, Elisabeth reçoit les images télévisées de l'immolation par le feu d'un moine bouddhiste au Vietnam. Elisabeth porte sa main devant sa bouche : aucun cri, seul le silence. Alma lui lit une lettre du mari d'Elisabeth, l'enveloppe contient une photo de leur fils. L'actrice regarde cette photo, puis la déchire verticalement en deux. 
La doctoresse, amie d'Elisabeth, lui dit ce que ce silence lui évoque : « Rêver vainement d'exister, ne pas avoir l'air, être réellement, à chaque instant, consciente, vigilante,… Mais un abîme sépare ce qu'on est pour les autres et pour soi-même […] Vertige d'être découverte, […] anéantie. Chaque intonation, un mensonge, chaque geste, une tromperie. […] Se suicider ? […] ça ne se fait pas. On peut être immobile, silencieuse. Plus de grimace à faire […] Je te comprends et je t'admire. » Elle offre sa maison au bord de la mer à Elisabeth pour que celle-ci puisse récupérer. Elle l'y envoie avec Alma.
Au chalet, elles trient des champignons, chantonnent ensemble et comparent leurs mains. Au bord de l'eau, Alma lit des réflexions sur l'existence. Le soir, à la fin d'un repas, Alma évoque le sens que sa vie a pour elle. Puis elle raconte l'histoire de sa relation avec Karl-Henrik, homme marié : « Je n'existais pas vraiment pour lui […].» Plus tard, Elisabeth masse le dos d'Alma qui parle de sa capacité à écouter, alors que personne ne l'a jamais, vraiment, écoutée. Elles boivent ensemble avec plaisir. Dans la chambre d'Elisabeth, Alma, qui a trop bu, raconte que, alors qu'elle était enfin en couple avec Karl-Henrik, elle était un jour allée à la mer alors que lui était en ville ; elle avait pris un bain de soleil, nue, avec Katarina, une femme qu'elle venait de rencontrer ; deux jeunes garçons étaient apparus, qui les regardaient et qui se sont approchés en hésitant ; Katarina les a alors lancés dans des jeux sexuels à quatre. Alma décrit les faits en longueur, de façon très précise, tout en fumant une cigarette. Alma dit qu'elle est ensuite tombée enceinte, qu'elle a avorté et qu'elle se sent, encore aujourd'hui, coupable. Elle passe instantanément du plaisir de raconter, aux larmes, des flots de larmes, en constatant cette incohérence totale : « On culpabilise pour des détails. […] étais-je deux personnes ? » Les deux femmes sont alors très proches, allongées l'une contre l'autre. Elisabeth la calme en la prenant contre elle et en la caressant. Il pleut. Alma dit : « Je voudrais être comme toi », et elle évoque leur similitude avec un geste affectueux. Et même qu'elle pourrait devenir Elisabeth, intimement, si elle faisait un effort, et : « Toi, tu te transformerais en moi, en un clin d'œil. » On semble entendre alors Elisabeth lui murmurer d'aller se coucher. Les scènes suivantes évoquent une atmosphère nocturne, qui paraît onirique, un courant d'air agite doucement un rideau ... elles se rencontrent, puis font face à la caméra, les doigts de l'une disparaissant dans la chevelure dénouée de l'autre ; leurs deux visages si semblables. Au matin, sur les rochers devant la mer, Elisabeth se dresse face caméra et prend une photo. Alma lui demande si elle ne lui a pas parlé cette nuit, si elle n'est pas allée la voir cette nuit : réponses négatives d'Elisabeth. Alma témoigne par des petits gestes affectueux de la qualité de leur relation.

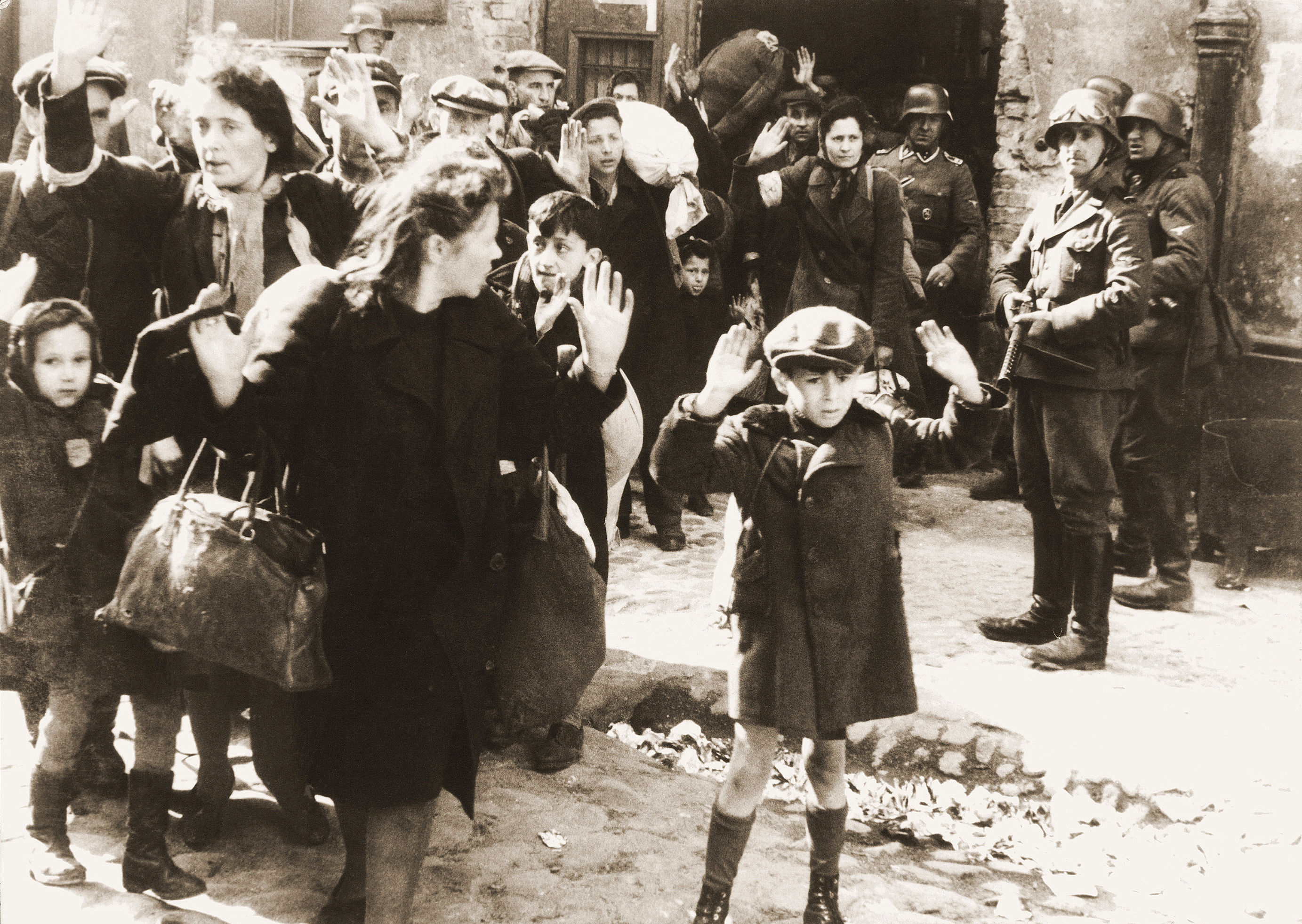
Photographie du garçon du ghetto de Varsovie, tirée du rapport Stroop : Juifs polonais capturés après le soulèvement du ghetto de Varsovie. Photo trouvée par Elisabeth.

Alma se rend en ville pour poster leurs lettres, et remarque que celle d'Elisabeth n'est pas cachetée. Elle la lit. Dans sa lettre Elisabeth dit à son amie, son docteur, qu'elle va mieux, qu'Alma la gâte d'une façon émouvante, s'amuse, avec de l'amitié et même de l'amour pour elle, Elisabeth, d'une façon inconsciente et adorable. Mais elle ajoute qu'elle-même s'amuse à l'étudier et mentionne la partie carrée et, même, l'avortement, que Alma regrette de ne pas vivre selon ses principes. Alma sort de la voiture et se pose devant un étang : son reflet, vertical, sous ses pieds. De retour au chalet, énervée, elle sort dehors pour prendre un bain de soleil, pieds nus, un verre à la main. Le verre se casse par hasard, mais elle en laisse un fragment devant la porte, et attend : Elisabeth, elle aussi pieds nus, passe et se coupe… regards croisés ; Elisabeth semble s'interroger en regardant le visage fermé d'Alma.
La pellicule « explose », se déchire, brûle, la bobine tourne comme une folle. Blanc. Fragments de films : démons, main clouée. Flou d'Alma dans le chalet ; elle sort.
Bord de mer : elles lisent à proximité l'une de l'autre. Alma fait remarquer à Elisabeth qu'elle l'observe en train de lire une pièce de théâtre. Elle lui suggère de rentrer en ville. L'autre fait « non » de la tête. Alma marque sa colère, lui demande un grand sacrifice : qu'elle lui parle, de n'importe quoi, mais qu'elle parle ! Silence… Alma hausse le ton : elle espérait qu'une artiste puisse montrer de l'humanité, le désir d'aider… Alma accuse alors Elisabeth de l'avoir utilisée : « Va savoir pourquoi. Et comme je ne te sers plus, tu me jettes. » Elle se révolte contre ses propres mots qui sonnent faux. Jette ses lunettes de soleil.
Alma dessert la table du repas, Elisabeth debout, à côté. Alma lui reproche de l'avoir blessée, de s'être moquée d'elle dans son dos : elle parle de la lettre qu'elle a lue, la lui jette, et lui crie « Maintenant tu vas parler ! » Dans la bagarre qui s'ensuit Alma saigne du nez, puis menace d'ébouillanter Elisabeth, mais s'arrête quand celle-ci crie : c'est la première fois qu'Alma entend vraiment l'actrice parler depuis qu'elles se sont rencontrées. Alma continue à crier et lui tord la joue, puis s'arrête, comme terrorisée par ce qu'elle a fait. Elisabeth lui sourit, mais pour Alma ça n'est pas si simple : elle pleure des flots de larmes… Ensuite, calmées, Alma s'interroge devant Elisabeth sur le fait de ne pas mentir, la vérité, le ton juste pour la dire, et ainsi parler tout le temps, ou bien être paresseuse, mentir et s'esquiver. Impossible de croiser le regard d' Elisabeth, elle s'esquive tout le temps, inaccessible ; pour Alma, c'est clair : « Tu es folle, pourrie » ; Elisabeth s'enfuit ; aussitôt dit, Alma se le reproche, part en courant, la poursuit sur la plage, la supplie de lui pardonner : elle était flattée que ce qu'elle disait « ce serait bien si ça pouvait servir à une grande actrice comme toi. Mais c'est de l'exhibitionnisme ? » Alma lui demande son pardon : « Je t'aime tellement ! Tu es si importante pour moi ! Ne nous quittons pas en ennemies ! » Elisabeth s'enfuie, laissant Alma totalement désespérée.
Plusieurs plans montrent Alma dans l'ombre, en contre jour, une masse noir, apparemment bouleversée. Elle saisit un livre qui contient la photo du « garçon du ghetto de Varsovie », mains en l'air, un soldat en arme à côté. Elle la contemple.
Une nuit d'orage et de cauchemar, Alma se saisit d'un poste de radio qui dit « On ne se parle pas. On ne s'écoute pas. Avec quels moyens essayer de se comprendre ? » Elle entend un homme, du dehors, qui appelle Elisabeth. Elle se rapproche de l'actrice qui dort, et se penche tendrement sur elle, lui parle. Elisabeth simule le sommeil.
Alma se décide à aller voir le mari d'Elisabeth, au dehors. Il est aveugle. Alma dit quelques mots et le mari la prend pour sa femme, bien que l'infirmière lui dise qu'il se trompe. Cet homme mûr raconte comme il lui est difficile de faire comprendre à son fils ce qui arrive à Elisabeth, laquelle est arrivée, sans un mot. Le mari continue de parler, comme s'il était sourd aussi, puisqu'il n'entend pas ce qu'Alma lui dit. Pour lui, l'amour permet de constituer une petite communauté et ainsi de tout supporter. Elisabeth saisit doucement la main d'Alma et la dirige sur le visage du mari. Alma dit : « Je t'aime. Autant qu'avant. » Elle prend, alors, le rôle de l'épouse et de la mère, explique, conseille ; tous deux sont étendus l'un à côté de l'autre. Quand il lui demande si elle est « bien », avec lui, si elle a du plaisir, elle lui dit d'abord qu'il est un amant merveilleux, mais elle se révolte vite et elle lui crie « son » désespoir, son mal-être (celui d'Elisabeth, pour être entendu du mari : « Débarrasse-toi de moi ! »), désespoir qui est aussi le sien (qu'elle exprime ensuite pour elle-même) : « […] Tout ça n'est que mensonge et imitation ! »
Alma rencontre Elisabeth pour discuter de la raison pour laquelle celle-ci a déchiré la photo de son propre fils. Comme Elisabeth reste muette, Alma raconte en grande partie l'histoire d'Elisabeth : actrice reconnue, épouse, elle voulait la seule chose qu'elle n'avait pas, la maternité, et elle a laissé son mari lui faire un enfant. Elle regretta, ensuite, sa décision : peur de la responsabilité, peur d'être enchaînée, peur de la mort et de son corps qui enflait. Pourtant elle jouait le rôle, celui d'une future mère. Plusieurs fois elle a tenté d'avorter. Elle a ainsi donné naissance à un garçon qu'elle déteste depuis avant sa naissance ; pourtant son fils a besoin de son amour alors qu'elle ne parvient pas à le lui donner.
Visage d'Alma plein cadre, lumière à gauche, la moitié dans l'ombre s'éclaircit un instant avec le visage d'Elisabeth dans cette moitié du visage.
Alma termine l'histoire dans la détresse, affirmant qu'elle n'est pas comme Elisabeth : « J'aimerais avoir… J'aime… Je n'ai pas… »
Plus tard, Alma, en costume d'infirmière et devenue agressive, ulcérée, avec des mots jetés, sans liens entre eux, des fragments juxtaposés sans suite. Elisabeth ébauche, face à l'écran, des mots inarticulés. Alma comme une folle gifle à tours de bras Elisabeth. Plus tard, celle-ci, redevenue, sur son lit, la malade que soigne Alma, doit répéter un mot et elle y arrive : elle dit « rien ».
Ensuite, ce qui semble un rêve, le même plan que lorsque Elisabeth la calme en la prenant contre elle et en la caressant : Alma se réveille en sursaut. Elisabeth fait sa valise. Quant à elle, Alma, elle range tout le chalet, et devant le miroir se coiffe, décoiffe ; en sur-impression : le même plan où Elisabeth la calme, etc. Alma quitte, seule, le chalet en bus ; un plan coupe cette action : une équipe filme Elisabeth, l'actrice, en plan rapproché, allongée sur le dos et qui regarde face caméra.
On retrouve le plan avec l'enfant, de dos, qui caresse le visage agrandi, flou, clair d'Elisabeth. Plan sur une bobine qui se vide, bruit caractéristique. Plan initial à l'envers : les électrodes en charbon du projecteur s'éteignent.

## Fiche technique
- Titre : Persona
- Titre original : Persona
- Réalisation : Ingmar Bergman
- Scénario : Ingmar Bergman
- Production : Ingmar Bergman
- Musique : Lars Johan Werle
- Photographie : Sven Nykvist
- Costumes : Mago
- Montage : Ulla Ryghe
- Pays de production : Suède
- Format : noir et blanc - 1,37:1 - 35 mm
- Genre : drame psychologique
- Durée : 80 minutes
- Date de sortie : 
  - 18 octobre 1966 (Suède)
  - 21 décembre 1966 (France)

## Distribution
- Liv Ullmann : Elizabeth Vogler
- Bibi Andersson : Alma
- Margaretha Krook : le médecin
- Gunnar Björnstrand : le mari d’Elizabeth
- Jörgen Lindström (non crédité) : l'enfant

## Production

### Cadre de la réalisation
Liv et Bibi étaient amies depuis 1962, lors du tournage d'une coproduction nordique Pan. Bergman a, très tôt, été frappé par leur étrange ressemblance, un Polaroïd en témoigne. Bergman évoque aussi le souvenir des deux femmes se caressant les mains comme un élément déclencheur de Persona. Pour citer Bergman, Persona a été conçu comme « une sonate pour deux instruments. »
Bergman avait d'abord d'intitulé son film Cinématographie. Après la réaction négative de Kenne Fant (directeur de Svensk Filmindustri, 1963-1980), il opte pour Persona, qui signifie, en latin, « masque », le masque tragique romain.
Le film est d'ailleurs placé sous le signe de la tragédie de l'Histoire en reprenant, d'une part, un reportage filmé de l'immolation d'un bonze au Vietnam, d'autre part, la photographie d'une rafle des nazis dans le ghetto de Varsovie.
Mais, pour Bergman, « c'est un titre amusant, un bon titre, un titre approprié. Le film portera sur les masques et les attitudes des gens. »

### Conception
Au printemps 1965, Bergman est admis à l'hôpital de Saphiahemmet pour une infection pulmonaire. Il dira par la suite, dans une conférence de presse, « quand on vit dans un hopital, on ressent les morts à travers le châlit,. » Les visages des cadavres, dans le film, sont ceux de corps étendus sur de tels châlits.
Dès qu'il est à peu près remis de cette infection Bergman ressent une puissante énergie créatrice. Mais il se pose, en même temps, des questions essentielles sur son art : « Le cinéma, en tant qu'art, devrait traduire des états psychiques et non se contenter d'exprimer des actions en images. » Dans cet état d'esprit il écrit qu'il est déterminé à « ne plus prendre de gants avec le public ».

#### Carnets
Bergman a conservé les notes prises cette année-là dans ses carnets, toutes écrites en avril et mai, pendant son séjour à l'hôpital. Elles témoignent de la période de doute qu'il traverse, voire de sa dépression. Quant au scénario il est daté du 17 juin 1965. Pour lui, ce n'est pas un scénario habituel, « plutôt une ligne mélodique que, je crois, j'orchestrai pendant le tournage avec l'aide de mes collaborateurs. »
Il écrit, dans ses carnets, qu'il veut « recommencer depuis le début ». Dans ses notes, il saisit certaines idées pour le scénario de Persona. Il évoque ainsi « une bobine de film délavée […] peu à peu viendrait le mot que je me suis représenté. Et puis un visage qui semble presque dissous par toute cette blancheur, c'est le visage d'Alma. De madame Vogler  [sic]. »
- « Le comportement solitaire d'Alma. La solitude d'Alma. La solitude de madame Vogler, son comportement solitaire. »
- « Madame Vogler désire la vérité. Elle l'a cherché partout[12]. […] elle rejette sa propre voix. Elle refuse de ne pas dire la vérité. C'est une passion de la vérité. Elle croit avoir trouvé la vérité par cette voie[13]. »
- « Son histoire d'amour (à Alma). Un récit long et détaillé. Quelle joie si je pouvais entrer dans les détails et être un peu ennuyeux[14] ! »
- « Grosse crise de colère d'Alma. Elle est à bout. Le sol se dérobe sous ses pieds, elle a perdu son amie. Elle veut démissionner. Défiance, suspicion. Lamentations. Ce n'est qu'une bagatelle, meilleure que les autres.
L'amour conjugal. Comment il se construit. Comment il fonctionne[14]. »

### Commentaires
- Selon Bibi Andersson, en 1966, « c'est un film qui s'occupe d'un thème très important : le thème de l'identité de l'homme, du rapprochement possible entre les êtres[15]. »
- Selon Bergman : « J'ai touché là, en toute liberté, à des secrets sans mots que seul le cinéma peut découvrir[16]. »

## Réception critique
Persona reçoit des critiques positives lors de sa sortie initiale, en octobre 1966, la presse suédoise inventant le mot Person(a)kult qui s'applique à ses admirateurs. Il est très bien reçu en France, à l'été 1967. Il remporte le prix du meilleur film aux 4e prix Guldbagge et il est le candidat de la Suède pour l'Oscar du meilleur film international.
Lors de sa sortie, il est toutefois censuré de diverses façons selon les pays, avec des coupes soit dans les images, soit dans le son. Le contenu censuré a été rétabli dans les restaurations en langue anglaise en 2001.[réf. nécessaire]
Au fil du temps, Persona a été largement acclamé par la critique, en particulier pour sa mise en scène, son scénario et pour sa conception, ainsi que pour la qualité du travail sur l'image de Sven Nykvist et pour la prestation d'Andersson et d'Ullmann comme deux des meilleures performances féminines de l'histoire du cinéma.
De nombreux critiques considèrent Persona comme un chef-d'œuvre du cinéma des années 1960, et l'un des plus grands films jamais réalisés, l'œuvre majeure de Bergman et une œuvre d'art du cinéma expérimental.

## Postérité

### Influence
Le film a influencé de nombreux réalisateurs, parmi lesquels Robert Altman (Trois femmes) et David Lynch (Mulholland Drive et Inland Empire).
Selon Denis Villeneuve, Il est l'un des plus grands films.

### Pour Bergman et Ullmann
Pendant le tournage, des liens amoureux se sont tissés entre Ingmar (46 ans) et Liv (27 ans). Elle a encore un époux à Oslo, et lui est toujours marié. Ils ont une fille, Linn, en 1966. Bergman décide, après le tournage de Persona, de s'installer définitivement sur l'île de leur tournage, cette île de Fårö, et d'y faire construire une maison de plain-pied, en pierre et en bois, pour Liv et lui. Liv Ullmann va, ensuite, jouer dans tous les grands films de Bergman au cours des douze années qui suivent.

## Autour du film
Deux scènes ont été censurées des versions américaine, britannique et italienne du film : il s'agit d'un bref plan, dans la séquence pré-générique, avec un pénis en érection (censuré aussi en France) et une partie du monologue nocturne d'Alma, qui raconte une scène de sexe à quatre, avec sexe oral et masturbation, suivie de l'avortement d'Alma,.